# كريستوفر باول كورتيس
كريستوفر باول كورتيس (بالإنجليزية: Christopher Paul Curtis)‏‏ (10 مايو 1953 في فلينت - ) كاتب، وروائي، وكاتب للأطفال من الولايات المتحدة.

## الجوائز
- جائزة نيوبري
- E.B. White Award ‏[10]

## روابط خارجية
- كريستوفر باول كورتيس على موقع الموسوعة البريطانية (الإنجليزية)
- كريستوفر باول كورتيس على موقع ميوزك برينز (الإنجليزية)